# Majk Johansen

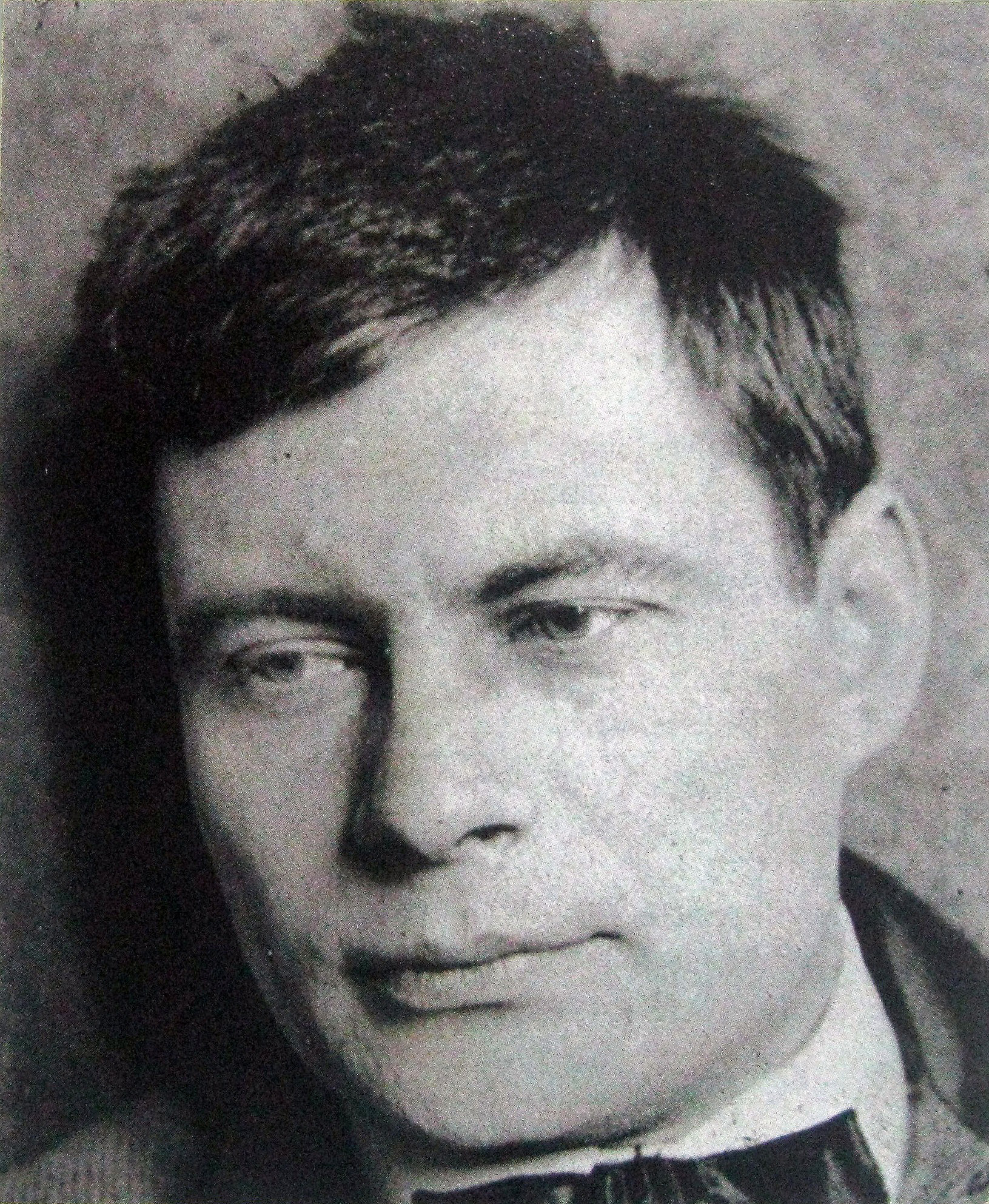
Majk Johansen in den 1920er Jahren

Majk Herwasijowytsch Johansen (ukrainisch Майк Гервасійович Йогансен; * 16. Oktoberjul. / 28. Oktober 1895greg. in Charkiw, Gouvernement Charkow, Russisches Kaiserreich; † 27. Oktober 1937 in Kiew, Ukrainische SSR) war ein ukrainischer Philologe, Schriftsteller, Dichter, Dramatiker, Übersetzer und Literaturwissenschaftler. Vertreter der Hingerichteten Wiedergeburt.

## Leben

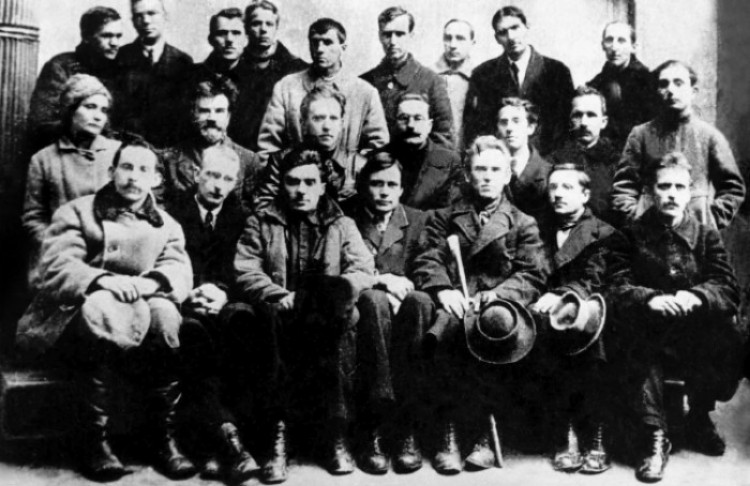
Charkiwer und Kiewer Künstler, 1923. Von links nach rechts. Erste Reihe: Maksym Rylskyj, Jurij Meschenko, Mykola Chwylowyj, Majk Johansen, Juchym Mychajliw, Mychajlo Werykiwskyj, Pylyp Kosyzkyj. Zweite Reihe: Natalja Romanowytsch, Mychajlo Mohyljanskyj, Wassyl Ellan-Blakytnyj, Serhij Pylypenko, Pawlo Tytschyna, Pawlo Fylypowytsch. Dritte Reihe: Dmytro Sahul, Mykola Serow, Mychajlo Draj-Chmara, Hryhorij Kossynka, Wolodymyr Sosjura, Teodosij Osmatschka, Wolodymyr Korjak, Mychajlo Iwtschenko

Majk Johansen kam in Charkiw als Sohn eines aus Lettland eingewanderten Deutschlehrers zur Welt. Die Familie war deutscher und ukrainischer Abstammung, anderen Quellen nach schwedischer oder norwegischer Herkunft.
Majk Johansen schloss 1917 sein Philologiestudium an der Universität Charkiw ab. Er beherrschte Altgriechisch und Latein, sprach fließend englisch, deutsch, italienisch, spanisch und französisch und hatte Kenntnisse skandinavischer und slawischer Sprachen. Bis 1917 schrieb er ausschließlich deutsch und russisch, ab 1919 nur noch ukrainisch.
1921 verfasste er zusammen mit, unter anderem, Mykola Chwylowyj, Wolodymyr Sosjura, Wassyl Ellan-Blakytnyj und Pawlo Tytschyna einen Meilenstein ukrainischer proletarischer Literatur, das Manifest: „Gemeinschaft der ukrainischen Arbeiter und der ukrainischen proletarischen Künstler“, das als Anthologie veröffentlicht wurde.
Während seiner 17-jährigen Schaffenszeit als Schriftsteller entstanden acht Bücher mit Gedichten, zehn mit Prosa, zwei Kinderbücher sowie zwei literarischen Inhalts. Zudem war Johansen Verfasser mehrerer Texte für Theaterproduktionen sowie Drehbuchautor.
Während des Großen Terrors wurde er am 18. August 1937 vom NKWD in Charkiw verhaftet und des ukrainischen Nationalismus sowie terroristischer Aktivitäten angeklagt. Am 27. Oktober 1937 wurde er bei Massenhinrichtungen zur Feier des 20. Jahrestages der Oktoberrevolution in Kiew erschossen. Sein symbolisches Grab befindet sich auf dem Lukjaniwska-Friedhof in Kiew.

## Werke (in deutscher Übersetzung)
- Die Reise des gelehrten Doktor Leonardo uns seiner zukünftigen Geliebten, der schönen Alceste, in die slobidische Schweiz, Übersetzung Johannes Queck. Secession Verlag Berlin, 2023, ISBN 978-3-96639-064-4.[3]
- Die Abenteuer des Maclayston, Harry Rupert und Anderer. Übersetzung Johannes Queck. Secession, Zürich 2025, ISBN 978-3-96639-124-5.[4]